# Dołno Ozirowo
Dołno Ozirowo (bułg. Долно Озирово) – wieś w Bułgarii, w obwodzie Montana, w gminie Wyrszec. Według danych szacunkowych Ujednoliconego Systemu Ewidencji Ludności oraz Usług Administracyjnych dla Ludności, 15 września 2023 roku miejscowość liczyła 385 mieszkańców.

## Geografia
Wieś położona jest u podnóża Wraczańskiej płaniny. W pobliżu wsi znajduje się paleontologiczne złoże kopalnej fauny i flory o światowej renomie. Wiek zawartych w nim skamieniałości datuje się na około 2,25 mln lat temu, tj. wczesny plejstocen.